# Fang Shuo
Fang Shuo (方硕S, Fāng ShuòP; 7 settembre 1990) è un cestista cinese.

## Carriera
Con la Cina ha disputato i Campionati mondiali del 2019.

## Palmarès
- Campionato cinese: 3

Beijing Ducks: 2011-12, 2013-14, 2014-15